# Ogulnius hayoti
Ogulnius hayoti är en spindelart som beskrevs av Lopez 1994. Ogulnius hayoti ingår i släktet Ogulnius och familjen strålspindlar.
Artens utbredningsområde är Martinique. Inga underarter finns listade i Catalogue of Life.